# Мармара (озеро)
Ма́рмара (тур. Marmara Gölü) — озеро в иле Маниса на западе Турции, к юго-востоку от города Гёльмармара, и к северо-востоку от Салихли. Расположено на аллювиальной равнине в долине реки Гедиз, на высоте 95 м над уровнем моря. Площадь 3400 га, глубина 3—4 м.
В озеро впадает река Гёрдес (Gördes Çayı), сток — в реку Гедиз. У юго-восточной оконечности озера построена плотина.
Озеро окружено тростниковыми зарослями и болотной растительностью, изобилует рыбою. Озеро граничит с холмами на севере и северо-востоке, долиной Гедиз на юге и долиной Акхисара на северо-западе. Поймы используются для выращивания хлопчатника, на болотах распространён выпас скота.
Это важный район размножения и зимовки водоплавающих птиц. Здесь размножается кудрявый пеликан.

## Этимология
Современное название озеро получило от деревни Мермере (Mermere, современный город Гёльмармара) к северо-западу от озера, в которой производилась ломка мрамора (осман. مرمر‎), от чего и деревня получила название.

## История

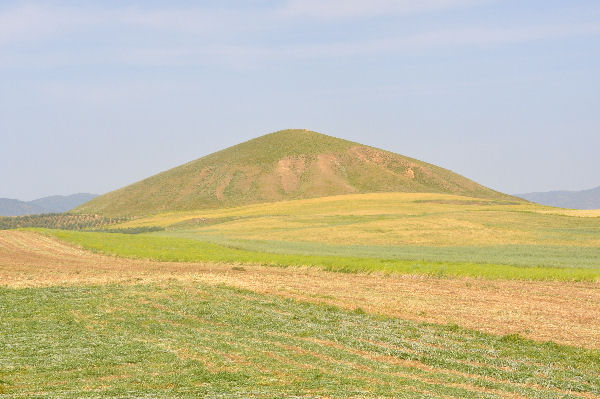
Крупнейший курган Бинтепе — Коджа-Мутаф-Тепе, отождествляемый с могилой Алиатта

К юго-востоку от озера, на месте и близ современной деревни Сарт близ Салихли располагался древний город Сарды.

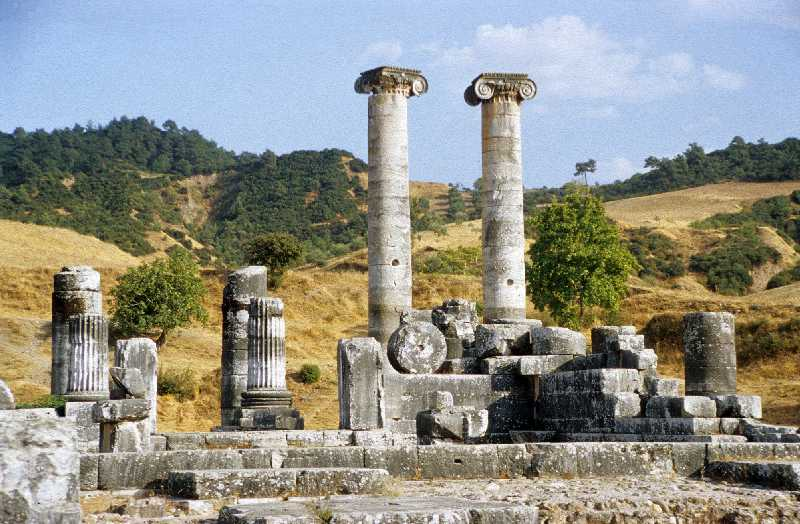
Храм Артемиды в Сардах, 300 год до н. э.

В древности озеро называлось Гигесово (Гигеево, Гигейское, Гигея, др.-греч. Γυγαίη). Почти все писатели производят название от царя Лидии Гигеса. Однако озеро упоминается ещё Гомером. Упоминается Геродотом при описании Лидии как примыкающее к кургану Алиатта. На южном берегу озера находится некрополь Бинтепе с гробницами Гигеса и других царей Лидии. Позднее называлось Колойским (Колоя, Κολόη), по имени храма Артемиды Колойской (Колоенской), находившегося близ озера. Храм датируется 300 годом до н. э., расположен на месте алтаря V века до н. э. и является одним из 4 крупнейших храмов Малой Азии.
Нимфа озера по Гомеру была матерью Антифа (Ἀντιφος) и Месфла:
Вслед их Антиф и Месфл, воеводы мужей меонийских,

Оба сыны Пилемена, Гигейского озера дети,

Рать предводили меонов, при Тмоле высоком рожденных.
По сообщению некоторых античных писателей, переданному Страбоном, озеро является искусственным водохранилищем, построенным лидийцами для защиты от наводнений. По А. С. Норову и И. А. Свистуновой образовалось на том месте, откуда брали землю для возведения курганов.